# エア・マッシー (第4代クラリナ男爵)
第4代クラリナ男爵エア・シャロナー・ヘンリー・マッシー（Eyre Challoner Henry Massey, 4th Baron Clarina CB、1830年4月29日 – 1897年12月16日）は、イギリスの軍人、アイルランド貴族。軍人としてはクリミア戦争、インド大反乱に参戦し、最終階級は陸軍大将。政治家としては保守党に属し、アイルランド貴族代表議員を務めた。

## 生涯
第3代クラリナ男爵エア・マッシーと妻スーザン・エリザベス（Susan Elizabeth、1809年ごろ – 1886年11月14日、ヒュー・バートンの娘）の長男として、1830年4月29日にメリルボーンのベイカー・ストリートで生まれた。
1847年10月8日にエンサイン（歩兵少尉）への辞令を購入して第68歩兵連隊に入隊した。1851年11月21日に第7歩兵連隊の中尉への辞令を購入して昇進、1852年7月30日に第31歩兵連隊に転じたのち、1853年1月14日に大尉への辞令を購入して昇進した。1854年6月30日、第95歩兵連隊に転じた。この時期にクリミア戦争に参戦して、戦功により1855年11月2日に少佐への名誉昇進辞令を得たほか、1856年夏にフランス第二帝政よりレジオンドヌール勲章シュヴァリエ（5等）を、1858年3月までにオスマン帝国より5等メディジディー勲章を授与された。1858年7月20日にはさらに中佐への名誉昇進辞令を得た。インド大反乱の鎮圧にもかかわり、1859年4月に殊勲者公式報告書に名前が載った。1865年4月3日に大佐への名誉昇進辞令を得た。1874年9月9日より半給になり、1877年10月1日に少将に昇進したが、1870年3月1日付で昇進した扱いとされた。1881年10月1日にダブリン管区（Dublin District）の指揮官に任命された後、1885年11月5日に中将に、1891年に大将に昇進、同年4月1日に軍務から引退した。1887年6月21日、バス勲章コンパニオンを授与された。軍務から引退した後も1895年11月11日にダラム軽歩兵連隊隊長に就任しており、1897年に死去するまで務めた。
1872年11月18日に父が死去すると、クラリナ男爵位を継承、1873年3月14日にアイルランド貴族代表議員選挙での投票権を認められた。1888年12月31日にアイルランド貴族代表議員に選出され、1897年に死去するまで務めた。貴族院では保守党に属した。
1883年時点でリムリック県に2,012エーカーの領地を所有し、年収2,497ポンドに相当した。
1897年12月16日に肺炎によりバタシーのアルバート・ブリッジ・ロード（Albert Bridge Road）で死去、20日にリムリック県エルム・パーク（Elm Park）の近くで埋葬された。生涯未婚であり、弟ライオネル・エドワードが爵位を継承した。